# 山下郁夫
山下 郁夫（やました いくお、1955年2月6日 - ）は、日本の裁判官。主に民事裁判を担当。津地方裁判所長・家庭裁判所長、神戸地方裁判所長等を経て、大阪高等裁判所部総括判事。大阪府出身。

## 経歴
- 東京大学法学部卒業
- 1977年 司法修習生（31期）
- 1979年4月 大阪地方裁判所判事補
- 1982年8月 大分地方裁判所・家庭裁判所判事補
- 1985年4月 最高裁判所事務総局民事局付
- 1987年4月 東京地方裁判所判事補
- 1988年4月 札幌地方裁判所・家庭裁判所判事補
- 1989年4月 札幌地方裁判所・家庭裁判所判事
- 1991年4月 大阪地方裁判所判事
- 1994年4月 最高裁判所調査官
- 1999年4月 大阪地方裁判所部総括判事
- 2003年4月 検事（大阪国税不服審判所長）
- 2005年4月 大阪地方裁判所部総括判事
- 2011年12月 津地方裁判所・家庭裁判所長
- 2013年4月 大阪高等裁判所部総括判事
- 2014年8月 神戸地方裁判所長
- 2016年1月 大阪高等裁判所部総括判事

## 主な判決
- 2013年12月25日、大阪府南部・泉南地域のアスベスト健康被害を巡る集団訴訟では、一審の大阪地裁の判決よりも救済対象を広げ、高裁レベルで初めて国の責任を認定した[1][2]。
- 2016年9月15日、公安調査庁の違法な調査で精神的苦痛を受けたとしてアレフの信者5人が国を訴えた訴訟の控訴審判決で、国側に3万円の賠償を命じた一審の大津地裁の判決を取り消し、信者側の訴えを棄却した[3]。
- 2017年3月28日、高浜原子力発電所3号機・4号機の運転を差し止める大津地裁の仮処分に対する関西電力側の保全抗告を認め、仮処分を取り消した。これにより、3号機・4号機の再稼働を認めることとなった[1][4]。